# Josephine Davison
Josephine Davison (nacida en 1973) es una actriz neozelandesa. Es conocida por interpretar a Gina Rossi-Dodds en Shortland Street, Suzy Hong en Outrageous Fortune y Solon en Power Rangers Dino Fury.

## Biografía
Josephine Davidson nació en 1973. Comenzó su carrera con tres años en la telenovela Shortland Street como la propietaria de un café Gina Rossi (más tarde Gina Rossi-Dodds), miembro fundador del elenco del programa. En 1992, apareció en el vídeo musical de la canción "Isabelle" de Greg Johnson.
Apareció en la película neozelandesa de 1997 Topless Women Talk About Their Lives. Apareció en Outrageous Fortune como la esposa de Triad, Suzy Hong. También apareció en City Life (1996-1998) como Aimee, Street Legal (2000) como Lily Alexander, Mataku (2001-2005) como Sally, Secret Agent Men (2003-2004) como Dakota Jones, Orange Roughies (2006-2007). ) como Jackie, The Almighty Johnsons (2011-2013) como Elisabet y Westside (2015) como Lois. Escribiendo para The New Zealand Herald, Kerri Jackson dijo sobre la carrera de Davison: "Cuando le echas un vistazo es como mirar una instantánea de la historia televisiva reciente del país".
Interpretó a la villana Morgana en Power Rangers S.P.D., e interpretó a Itassis en Power Rangers Mystic Force y a Solon en Power Rangers Dino Fury. Apareció varias veces tanto en hercules: The Legendary Journeys como en su spin-off xena: la princesa guerrera, cada vez interpretando un papel diferente (Ramina, Princesa Alexa, Arachne y Amensu en Hercules; Reina Cleopatra y Artemisa en Xena).
También ha actuado en escena en The Only Child in New Zealand, una adaptación de Little Eyolf de Henrik Ibsen.